# Mehdi Baala
Pour les articles homonymes, voir Mehdi.
Mehdi Baala (né le 17 août 1978 à Strasbourg) est un athlète français, spécialiste des courses de demi-fond. Double champion d'Europe du 1 500 mètres, en 2002 à Munich et en 2006 à Göteborg, il est également vice-champion du monde en 2003, et médaillé de bronze des Jeux olympiques de 2008. Il est l'actuel détenteur du record de France du 1 000 mètres et ancien détenteur du record de France du 1 500 mètres.

## Biographie
Après avoir obtenu le titre de champion de France cadets en 1995, juniors en 1996 et terminé troisième des Championnats d'Europe espoirs en 1999, il se fait connaître du grand public lors des Jeux olympiques d'été de 2000 à seulement 22 ans, où il décroche une quatrième place prometteuse sur 1 500 m. L'année suivante, il échoue lors des Championnats du monde d'athlétisme 2001, ne terminant que 12e de la finale.
En 2002, il remporte son premier titre lors des championnats d'Europe d'athlétisme de Munich, le 08 septembre lors du meeting de Rieti il réalise son meilleur temps sur le 800 m en 1 min 43 s 15, record de France qu'il possédera jusqu'en 2014. L'année suivante, lors des Championnats du monde d'athlétisme 2003 de Paris, il suit parfaitement Hicham El Guerrouj et devient vice-champion du monde du 1 500 m devant un public français en liesse.
Lors du début de saison 2004, il est l'un des favoris du titre olympique, et ce d'autant plus que Hicham El Guerrouj souffre d'une allergie et qu'il semble moins performant. Mais il est victime d'une entorse à une cheville à quelques semaines des Jeux olympiques d'été de 2004 d'Athènes ; ne pouvant parfaitement défendre ses chances, il déclare forfait en série.
À partir de 2005, José Marajo s'associe à Jean-Michel Dirringer, son entraîneur, pour suivre sa préparation.
En 2005 à Helsinki, malgré l'absence d'Hicham El Guerrouj, il craque en demi-finale du 1 500 m avant de rebondir pour prendre à la bagarre la 6e place du 800 m vingt-cinq ans après la finale de José Marajo à Moscou en 1980.

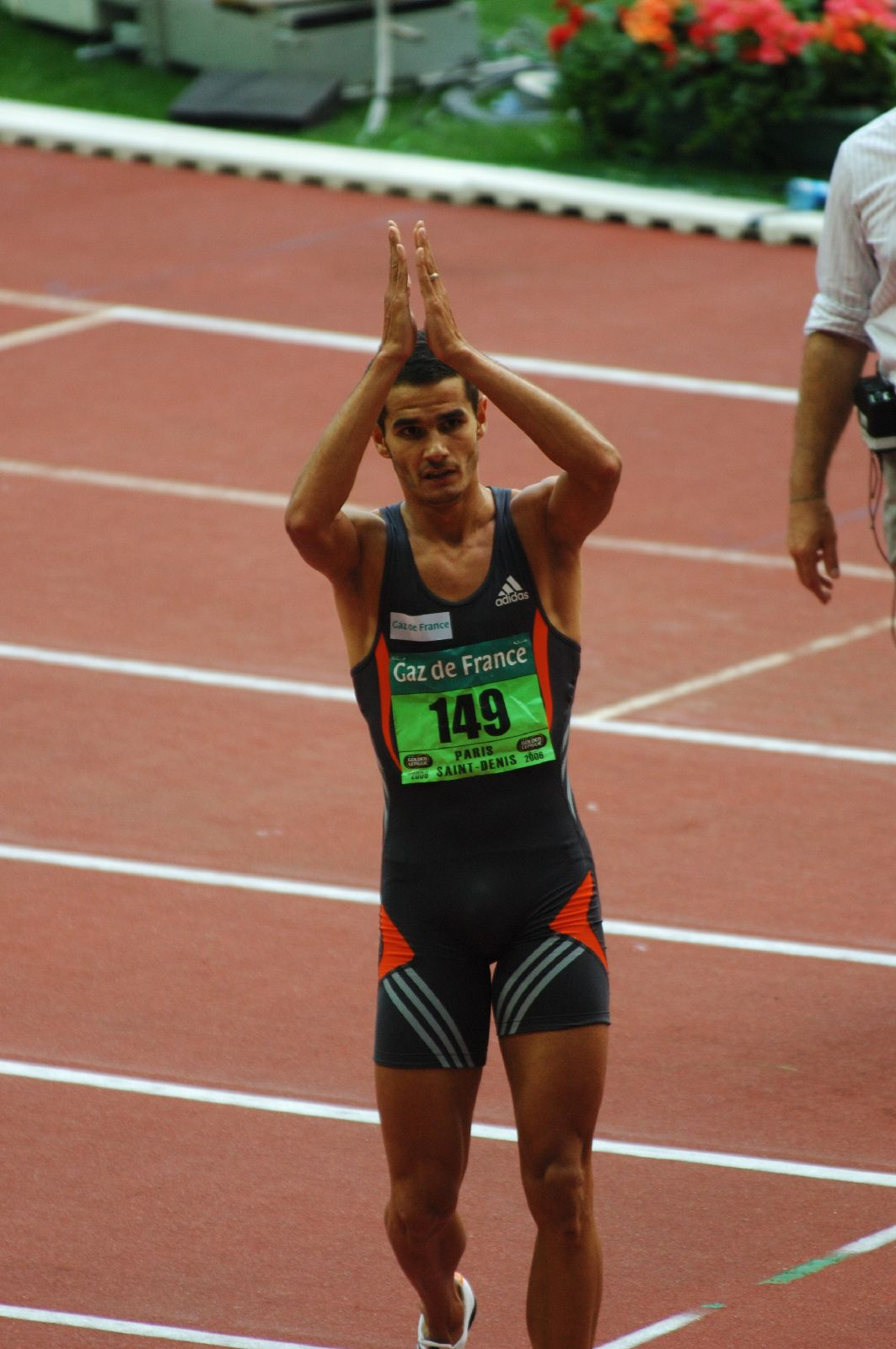
Mehdi Baala lors du meeting Gaz de France 2006.

C'est un nouveau départ pour Mehdi qui semble libéré et moins sujet à la pression. En témoigne son second titre européen de suite à Göteborg en 2006 où il survole ses adversaires bientôt suivi d'une formidable démonstration au Mémorial Ivo-Van-Damme quelques semaines plus tard.
Ce coureur de 800 m - 1 500 m dans la lignée des Sebastian Coe et Steve Ovett, si rare en compétition, est en quête des deux titres qui lui manquent, le titre mondial et olympique.
En août 2007, il est sélectionné en équipe de France aux Championnats du monde d'athlétisme 2007 pour les mondiaux d'Osaka. Il est disqualifié de la demi-finale du 1 500 m pour avoir bousculé des adversaires dans l'ultime ligne droite.
Formé à l'ASPTT Strasbourg, il annonce le 13 septembre 2007 qu'il rejoint le club de Lille Métropole Athlétisme.
Le 17 août 2008, il se qualifie pour la finale du 1 500 mètres aux Jeux olympiques de Pékin. Le 19 août 2008, il termine 4e de la finale remportée par Rachid Ramzi. Ce dernier étant testé positif à un contrôle antidopage du CIO (annoncé le 29 avril 2009), le Français récupère donc la médaille de bronze de façon rétroactive à la suite de la disqualification du Bahreïnien. Il recevra la médaille de bronze des mains de Martine Aubry, Guy Drut et Rama Yade. Il déclara alors : « Justice est enfin rendue. Je me suis battu jusqu’au bout et cela paye aujourd’hui. Après tout, ce fut un mal pour un bien. Si j’avais gagné la médaille à Pékin, j’aurais peut-être baissé les bras, et l’échec que j’ai vécu sur place m’a motivé pour continuer. »
Le 19 août 2009, aux Championnats du monde à Berlin, encore qualifié en finale, il termine 7e d'une course gagnée par Yusuf Saad Kamel et réalise 3 min 36 s 99.
Le 30 août 2011, lors des Championnats du monde d'athlétisme 2011, il chute violemment dans la dernière ligne droite de sa série du 1 500 m, bousculé par un adversaire tentant de le dépasser. Il finit 12e de la course, ce qui l'élimine de la compétition. Cependant, à la suite d'une réclamation portée par la délégation française, il est finalement repêché, et peut donc participer aux demi-finales qui se tiennent deux jours plus tard, le 1er septembre. Il terminera 9e de la finale.

### Polémiques
Lors du meeting Diamond League de Monaco, le 22 juillet 2011, Mehdi Baala et Mahiedine Mekhissi-Benabbad tentent de régler un différend à coups de tête et de poings sur la piste, au vu et au su de tous les spectateurs du stade Louis-II et des caméras de télévision, à l'issue de l'épreuve du 1 500 mètres. Suspendus provisoirement par la Fédération française d'athlétisme, les deux athlètes français écopent de la part de la Commission de discipline de la FFA de dix mois de suspension (dont cinq avec sursis avec trois ans de mise à l’épreuve) de meeting en dehors de l’Hexagone. Ils sont également condamnés à effectuer cinquante heures de travaux d’intérêt général et payer une amende de 1 500 euros. Ils sont néanmoins autorisés à participer aux Championnats du monde de 2011.
Les deux athlètes sont depuis réconciliés. Mehdi Baala et Mahiedine Mekhissi-Benabbad sont devenus très proches le premier prodiguant des conseils au second.[réf. nécessaire]

### Après carrière
Depuis 2012, Mehdi Baala ne se dit plus athlète à 100%, il a un rôle d'ambassadeur auprès de la FFA (fédération française d'athlétisme).
Il a notamment aidé et conseillé Teddy Tamgho à décrocher son titre de champion du monde de triple saut en 2013 à Moscou et Mahiedine Mekhissi Benabbad à décrocher son titre européen sur 1 500 m après sa disqualification du 3 000 m steeple à Zurich aux championnats d'Europe en 2014.
Mehdi Baala est consultant avec Romain Barras aux côtés de Samyr Hamoudi sur la chaîne beIN Sport dans l'émission Destination Athlé et commente les meetings d'athlétisme sur cette même chaîne.
Il est également gérant de trois magasins Adidas Originals, à Strasbourg, Metz et Besançon.
Mehdi Baala est parrain de la fondation Pasteur.
Fin 2014, il rejoint le club d'athlétisme SCO Sainte Marguerite à Marseille où il a pour mission de gérer le futur centre de formation. Son rôle est de détecter les futurs champions et de leur donner les moyens de réussir.
Depuis 2016, il est consultant athlétisme de SFR Sport et RMC, notamment dans Running de l'Intégrale Sport.
En avril 2017, il est nommé directeur de la performance des équipes de France d’athlétisme.

### Vie privée
Mehdi Baala s'est marié en 2000 avec Hanane Sabri, une athlète qu'il a rencontrée à l'ASPTT Strasbourg. Ils ont une fille prénommée Amelle, née en 2003. Le couple divorce en 2011.
Avec sa nouvelle compagne, Aurélie, il a un fils prénommé Djibril, né en avril 2011.

## Palmarès

### Palmarès international
| Date | Compétition                    | Lieu      | Résultat | Épreuve | Temps         |
| ---- | ------------------------------ | --------- | -------- | ------- | ------------- |
| 2000 | Championnats d'Europe en salle | Gand      | 3e       | 1 500 m | 3 min 43 s 27 |
| 2000 | Coupe d'Europe                 | Gateshead | 1er      | 800 m   |               |
| 2000 | Coupe d'Europe                 | Gateshead | 1er      | 1 500 m |               |
| 2000 | Jeux olympiques                | Sydney    | 4e       | 1 500 m |               |
| 2001 | Coupe d'Europe                 | Brême     | 2e       | 1 500 m |               |
| 2002 | Coupe d'Europe                 | Annecy    | 1er      | 1 500 m |               |
| 2002 | Championnats d'Europe          | Munich    | 1er      | 1 500 m | 3 min 45 s 25 |
| 2002 | Coupe du monde                 | Madrid    | 3e       | 1 500 m | 3 min 38 s 04 |
| 2003 | Championnats du monde          | Paris     | 2e       | 1 500 m | 3 min 32 s 31 |
| 2004 | Coupe d'Europe                 | Bydgoszcz | 1er      | 1 500 m | 3 min 49 s 15 |
| 2005 | Championnats du monde          | Helsinki  | 6e       | 800 m   | 1 min 45 s 32 |
| 2005 | DécaNation                     | Paris     | 1re      | 1 500 m | 3 min 40 s 38 |
| 2006 | Championnats d'Europe          | Göteborg  | 1er      | 1 500 m | 3 min 39 s 02 |
| 2007 | Coupe d'Europe                 | Munich    | 1er      | 1 500 m | 3 min 47 s 36 |
| 2007 | DécaNation                     | Paris     | 1re      | 1 500 m | 3 min 50 s 17 |
| 2007 | Finale mondiale                | Stuttgart | 2e       | 1 500 m | 3 min 38 s 35 |
| 2008 | Coupe d'Europe                 | Annecy    | 1re      | 1 500 m | 3 min 40 s 55 |
| 2008 | Jeux olympiques,               | Pékin     | 3e       | 1 500 m | 3 min 34 s 21 |
| 2009 | Championnat du Monde           | Berlin    | 7e       | 1 500 m | 3 min 36 s 99 |
| 2011 | Championnat du monde           | Daegu     | 9e       | 1 500 m | 3 min 37 s 46 |

### Autres titres
- Meetings de la Golden League
  - Vainqueur du 1 500 m du Meeting Gaz de France 2003
  - Vainqueur du 1 500 m du Mémorial Van Damme 2006
  - Vainqueur du 1 500 m du Meeting de Zürich 2007
- Médaillé de bronze aux Championnats d'Europe Espoirs 1999
- Champion de France du 1 500 m en 2002, 2005 et 2009
- Champion de France en salle du 1 500 m en 2000

## Distinction
- Chevalier de l'ordre national du Mérite[12], le 2 mai 2017.

## Records

### Records
| Épreuve | Épreuve   | Performance   | Lieu       | Date             |
| ------- | --------- | ------------- | ---------- | ---------------- |
| 800 m   | Plein air | 1 min 43 s 15 | Rieti      | 8 septembre 2002 |
| 800 m   | Salle     | 1 min 44 s 82 | Stockholm  | 18 février 2003  |
| 1 000 m | Plein air | 2 min 13 s 96 | Strasbourg | 26 juin 2003     |
| 1 000 m | Salle     | 2 min 17 s 01 | Karlsruhe  | 13 février 2005  |
| 1 500 m | Plein air | 3 min 28 s 98 | Bruxelles  | 5 septembre 2003 |
| 1 500 m | Salle     | 3 min 34 s 71 | Karlsruhe  | 15 février 2009  |
| 2 000 m | 2 000 m   | 4 min 53 s 12 | Strasbourg | 23 juin 2005     |